# Нигерийские военные хунты
Нигерийские военные хунты 1966—1979 и 1983—1998 годов — две военные диктатуры в истории Нигерии, которые пришли к власти благодаря нигерийским военным, лидером хунты был председатель или президент.

## Первая хунта (1966—1979)
Период первой хунты начался 15 января 1966 года, когда в ходе государственного переворота (так называемого переворота пяти майоров) группа военных во главе с Чуквумой Нзеогву свергли тогдашнего премьер-министра Абубакара Тафаву Балеву. Генерал-майор Джонсон Агийи-Иронси был назначен руководителем Федерального военного правительства Нигерии. Агийи-Иронси затем был свергнут и убит в результате государственного переворота в июле того же года, его сменил генерал Якубу Говон. Он находился у власти до 1975 года, когда его свергла группа солдат в результате мирного переворота, целью которого было вернуть в Нигерию гражданское правление.
Бригадир (впоследствии генерал) Муртала Мухаммед, который сменил генерала Говона, не принимал непосредственного участия в этом перевороте, но помог набрать солдат. Год спустя, в 1976 году, Мухаммед был убит в ходе насильственного переворота, власть захватил Олусегун Обасанджо. Три года спустя, в 1979 году, Обасанджо передал власть избранному народом Шеху Шагари, который завершил военный режим, его правление считается началом Второй нигерийской республики.

## Вторая хунта (1983—1998)
Шагари, однако, был свергнут в результате мирного переворота в 1983 году, к власти пришёл Мохаммаду Бухари, который был назначен председателем Высшего военного совета Нигерии и Верховным главнокомандующим Вооружённых сил хунты. Бухари правил в течение двух лет, до 1985 года, когда он был свергнут генералом Ибрагимом Бабангидой, который назначил себя на должность президента Вооружённых сил правящего совета Нигерии.
Когда Бабангида захватил власть, он обещал возвращение к демократии, но во время его режима этого так и не случилось. Он правил Нигерией до 1993 года, когда передал власть временному главе государства Эрнесту Шонекану, таким образом он пытался выполнить обещание вернуться к демократии. Два месяца спустя, однако, Шонекан был свергнут генералом Сани Абачей, бывший президент Бабангида в то время находился в Египте.
Абача назначил себя председателем Временного правящего совета Нигерии. После смерти Абачи в 1998 году к власти пришёл генерал Абдусалам Абубакар и правил до 1999 года, когда главой государства (в ходе выборов) вновь стал Олусегун Обасанджо, так закончился период хунты. Олусегун Обасанджо правил до 2007 года, а затем передал пост другому демократически избранному президенту, Умару Яр-Адуа, который правил Нигерией вплоть до своей смерти в 2010 году.